# Karsten Richter (Ingenieur)
Karsten Richter (* 1980) ist ein deutscher Maschinenbauingenieur und Regionalhistoriker des Westerzgebirges.

## Leben
Richter stammt aus Markersbach im sächsischen Erzgebirge. Nach dem Abitur am Bertolt-Brecht-Gymnasium in Schwarzenberg nahm er ein Maschinenbau-Studium auf, das er als Dipl.-Ingenieur abschloss. Seit 2006 arbeitet er als wissenschaftlicher Mitarbeiter beim Fraunhofer-Institut für Werkzeugmaschinen und Umformtechnik IWU in Chemnitz.
Sein Interesse galt bereits in seiner Jugend der Orts-, Kirchen- und Regionalgeschichte und einzelnen Persönlichkeiten des Westerzgebirges wie Christian Lehmann, sowie der Geschichte des Bergbaus und
Hüttenwesens, über die er mehrere Monographien und Aufsätze publizierte, die aufgrund fundierter Archiv- und Quellenstudien entstanden sind. Daneben ist er in seiner Freizeit als Genealoge aktiv. Für seine Schrift 425 Jahre Langenberg?, in der er sich mit die Gründungsgeschichte von Langenberg befasste, wurde Richter im Jahre
2014 mit einer Ehrenurkunde beim Sächsischen Landespreis für Heimatforschung ausgezeichnet.

## Werke (Auswahl)
- 200 Jahre Trampeliorgel zu Markersbach. Festschrift. Ev.-Luth. Kirchgemeinde Markersbach 2006, DNB 1015527574.
- (mit Gaston Nogrady): Die Kanzel von St. Barbara 1610–2010. Festschrift. Evang.-Luth. Kirchgemeinde Markersbach 2010, DNB 1015527574.
- Hammerleute. Eisenverarbeitung im Erzgebirge – Die Berufsgruppe der Hammerschmiede. In: Tagungsband anlässlich des 60. Deutschen Genealogentages in Bad Elster/Vogtland, 2010, S. 182–194, DNB 1007896892.
- Die Markersbacher Kanzel – eine Sühnestiftung? In: Erzgebirgische Heimatblätter 32 (2010), Heft 4, S. 18–20, ISSN 0232-6078.
- (mit Stephan Schmidt-Brücken): Der Erzgebirgschronist Christian Lehmann. Leben und Werk. Druck- und Verlags-Gesellschaft Marienberg, 2011, ISBN 978-3-931770-96-9.
- (mit Toni Frank): Der Wasserstreit im Mittweidatal – ein Kampf um Wasser, Macht und den rechten Glauben- In: Rundbrief des Agricola-Forschungszentrums Chemnitz, 20 (2011), S. 48–60, ISSN 1614-9505.
- 425 Jahre Langenberg? Über die Anfänge einer Bergarbeitersiedlung im Erzgebirge. Hermann, Chemnitz 2013, ISBN 978-3-940860-10-1.
- Die Eisenhammerwerke im Mittweidatal im Spiegel der Schriften Christian Lehmanns (1611–1688). In: Martina Schattkowsky (Hg.): Das Erzgebirge im 16. Jahrhundert. Gestaltwandel einer Kulturlandschaft im Reformationszeitalter. Leipziger Universitätsverlag, 2013, S. 201–231, ISBN 978-3-86583-737-0.
- (mit Roland Müller, Matthias Menzl und Christian Donhauser): Rückfederungsverhalten federharter Bänder beim Biegen. Schlussbericht zu dem IGF-Vorhaben 17423 BG der Forschungsvereinigung Stahlformung. Chemnitz/Kempten o. J. [2014?].
- Niedergang und Auflösung der Klosters Grünhain. In: Bernd Stephan, Martin Lange (Hg.): Tagungsband Wortwechsel, das Kolloquium zum 475. Geburtstag der Evangelisch-Lutherischen Landeskirche Sachsen in Annaberg-Buchholz, 2015, S. 75–88, DNB 1071098195.
- Auf Spurensuche nach dem Komponisten Johann Georg Reuschel. In: Erzgebirgische Heimatblätter 38 (2016), Heft 5, S. 2–5.
- Die städtischen Privilegien Grünhains im Spiegel mittelalterlicher und frühneuzeitlicher Urkunden. In: Erzgebirgische Heimatblätter 39 (2017), Heft 5, S. 2–5.
- mit C. Bleyl: 150 Jahre Schumacher Packaging GmbH, Werk Schwarzenberg. Karton- und Kartonagenherstellung im Erzgebirge. In: Wochenblatt für Papierfabrikation 146 (2018), Nr. 9, S. 552–557, ISSN 0043-7131.
- (mit Franz Reuther): Simulation des Rückfederungsverhaltens federharter Bänder beim Biegen. Schlussbericht zu IGF-Vorhaben Nr. 19273 BR. Fraunhofer-Institut für Werkzeugmaschinen und Umformtechnik IWU, Chemnitz o. J. [2019?].
- Amts Schwarzenberg Mühlenverzeichnis von 1724. 2020, urn:nbn:de:bsz:14-qucosa2-715485
- (mit Maik Linnemann, Verena Psyk, Reinhard Mauermann, Nico Kaden, Matthias Schmidtchen und Rudolf Kawalla): Herstellung und Weiterverarbeitung dünner Al/Mg/Al-Verbundbleche. Europäische Forschungsgesellschaft für Blechverarbeitung e. V. (EFB), Hannover 2021, ISBN 978-3-86776-623-4.
- Die Herrenmühle in Schwarzenberg. In: Erzgebirgische Heimatblätter 43 (2021), Heft 5, 12–16.
- Zur Vor- und Gründungsgeschichte der Bergstadt Scheibenberg. In: Erzgebirgische Heimatblätter 44 (2022), Heft 5, S. 2–6.